# 毛貴 (元朝)
毛貴（？—1359年）是元朝末年红巾军劉福通部将领。
早年為趙君用部下，随芝麻李与彭大起义，转战淮北各地。至正十七年（1357年）春，连克胶州，莱州（今山东掖县），益都（今青州市）等地。刘福通北伐，毛貴率东路军，接連攻克青州、沧州、长芦、济南等地。至正十七年（1357年），毛贵攻打山东，十八年初，克蓟州（今天津市蓟县），在枣林战败，退至济南，再退至益都（今青州）。至正十九年（1359年），赵君用投奔毛贵，不久，赵君用为图谋山东，杀死毛貴。